# Elektriciteitscentrale Kosovo A
Elektriciteitscentrale Kosovo A is een bruinkool-gestookte thermische centrale in Obiliq (Kastriot) tien kilometer ten westen van Pristina in Kosovo.
Deze centrale bestaat uit vijf blokken, die geleidelijk vanaf de jaren zestig in gebruik kwamen:
| Blok    | Vermogen | Inbedrijfname |
| ------- | -------- | ------------- |
| Blok A1 | 65 MW    | 1962          |
| Blok A2 | 125 MW   | 1964          |
| Blok A3 | 200 MW   | 1970          |
| Blok A4 | 200 MW   | 1971          |
| Blok A5 | 210 MW   | 1975          |

Er is een nieuwere elektriciteitscentrale Kosovo B. Het zijn twee van de meest vervuilende kolencentrales in Europa. Eigenaar is het overheidsbedrijf Korp Elektroenergjetike e Kosoves (KEK). Elektriciteitscentrale Kosovo C (Kosova e Re) is in aanbouw en moet deze centrales gaan vervangen.